# Dark Blue Kiss
Dark Blue Kiss (tiếng Thái: Dark Blue Kiss – จูบสุดท้ายเพื่อนายคนเดียว; RTGS: Dark Blue Kiss – Chup Sut Thai Phuea Nai Khon Diao) là một bộ phim truyền hình Thái Lan phát sóng năm 2019 với sự tham gia của Tawan Vihokratana (Tay), Thitipoom Techaapaikhun (New), Suphakorn Sriphothong (Pod), Gawin Caskey (Fluke) và Chayapol Jutamat (AJ).
Bộ phim được đạo diễn bởi Aof Noppharnach và sản xuất bởi GMMTV. Đây là một trong mười ba dự án phim truyền hình cho năm 2019 được GMMTV giới thiệu trong sự kiện "Wonder Th13teen" vào ngày 5 tháng 11 năm 2018. Bộ phim được phát sóng vào lúc 21:25 (ICT), thứ Bảy trên GMM 25 và phát lại vào lúc 23:00 (ICT) trên LINE TV, bắt đầu từ ngày 12 tháng 10 năm 2019. Bộ phim kết thúc vào ngày 28 tháng 12 năm 2019.

## Nội dung
Sau các sự kiện trong Kiss Me Again, mối quan hệ của Pete (Tawan Vihokratana) và Kao (Thitipoom Techaapaikhun) tiếp tục tiến triển nhưng Kao vẫn chưa dám công khai với mẹ của anh. Khi em gái của Kao học đại học, anh hỗ trợ mẹ mình về mặt tài chính bằng cách dạy kèm bán thời gian cho các học sinh trung học. Hiệu trưởng của trường mà mẹ anh làm việc đã nhờ Kao dạy kèm cho con trai ông, Non (Chayapol Jutamat). Pete tình cờ gặp và xảy ra mâu thuẫn với Non trong một cuộc thi. Khi anh biết rằng Kao đang dạy kèm cho Non, anh đã vô cùng tức giận. Non luôn tìm cách tiếp cận Kao và lam cho Pete phải nổi máu ghen. Đồng thời, mối quan hệ của anh với Kao đã gặp phải nhiều thử thách.
Sun (Supakorn Sriphotong), người đã từng theo đuổi Kao, hay la mắng Mork (Gawin Caskey) vì đã kéo em trai của mình, Rain (Pluem Pongpisal) vào những rắc rối của anh ta. Sun mời Mork làm việc trong quán cà phê của anh để giúp Mork cải thiện cuộc sống. Ngày qua ngày, hai người họ bắt đầu quan tâm đến nhau. Tuy nhiên, cuộc sống của Mork luôn có nhiều nguy hiểm và còn liên lụy đến Sun. Sun nói rõ rằng anh muốn ở bên cạnh Mork vì anh quan tâm đến anh ấy.

## Diễn viên
Dưới đây là dàn diễn viên của bộ phim:

### Diễn viên chính
- Tawan Vihokratana (Tay) vai Pete
- Thitipoom Techaapaikhun (New) vai Kao
- Suphakorn Sriphothong (Pod) vai Sun
- Gawin Caskey (Fluke) vai Mork
- Chayapol Jutamat (AJ) vai Non

### Diễn viên phụ
- Pluem Pongpisal vai Rain
- Lapassalan Jiravechsoontornkul (Mild) vai Sandee
- Jirakit Thawornwong (Mek) vai Thada
- Nachat Juntapun (Nicky) vai June
- Patchatorn Thanawat (Ploy) vai Manow
- Lapisara Intarasut (Apple) vai Kitty
- Krittaphat Chanthanaphot vai bố của Pete
- Benja Singkharawat (Yangyi) vai mẹ của Kao
- Paramej Noiam vai bố của Non

### Khách mời
- Thanaboon Wanlopsirinun (Na) vai nhân viên pha chế
- Phuwin Tangsakyuen
- Trai Nimtawat (Neo)

## Nhạc phim
| Tên bài hát              | Thể hiện                                              | Ref.   |
| ------------------------ | ----------------------------------------------------- | ------ |
| ไม่มีนิยาม (Mai Mee Ni Yam) | Tawan Vihokratana (Tay) Thitipoom Techaapaikhun (New) | [ 9 ]  |
| ต่อให้เป็นจูบสุดท้าย           | Gawin Caskey (Fluke)                                  | [ 10 ] |

## Đón nhận
Vào ngày 24 tháng 12 năm 2019, GMMTV đã thông tin về một sự kiện fanmeeting mang tên "POLCA The Journey: Tay & New 1st Fan Meeting in Thailand" dự kiến tổ chức vào ngày 21 tháng 3 năm 2020 tại Hội trường Chaengwattana, CentralPlaza Chaengwattana với sự góp mặt của dàn diễn viên chính của bộ phim. Tuy nhiên, do tình hình căng thẳng của đại dịch COVID-19, sự kiện đã bị hoãn lại và được dời lại hai lần đến ngày 1 tháng 8 năm 2020 và sau đó là ngày 28 tháng 11 năm 2020. Một tháng trước ngày tổ chức mới, GMMTV một lần nữa thông báo hoãn sự kiện đến ngày 20 tháng 2 năm 2021 vào ngày 21 tháng 10 năm 2020 và sẽ được trực tiếp trên V Live cho fan quốc tế vào cùng ngày. Địa điểm cũng đã được dời đến Hội trường Union, TTTM Union.

### Rating truyền hình Thái Lan
Trong bảng dưới đây, màu xanh dương biểu thị rating thấp nhất và màu đỏ biểu thị rating cao nhất.
| Tập | Khung giờ (UTC+07:00) | Ngày phát sóng       | Tỷ lệ rating trung bình | Ref.   |
| --- | --------------------- | -------------------- | ----------------------- | ------ |
| 1   | 21:25 thứ Bảy         | 12 tháng 10 năm 2019 | 0.228%                  | [ 16 ] |
| 2   | 21:25 thứ Bảy         | 19 tháng 10 năm 2019 | 0.3%                    | [ 17 ] |
| 3   | 21:25 thứ Bảy         | 26 tháng 10 năm 2019 | 0.202%                  | [ 18 ] |
| 4   | 21:25 thứ Bảy         | 2 tháng 11 năm 2019  | 0.251%                  | [ 19 ] |
| 5   | 21:25 thứ Bảy         | 9 tháng 11 năm 2019  | 0.124%                  | [ 20 ] |
| 6   | 21:25 thứ Bảy         | 16 tháng 11 năm 2019 | 0.241%                  | [ 21 ] |
| 7   | 21:25 thứ Bảy         | 23 tháng 11 năm 2019 | 0.137%                  | [ 22 ] |
| 8   | 21:25 thứ Bảy         | 30 tháng 11 năm 2019 | 0.2%                    | [ 23 ] |
| 9   | 21:25 thứ Bảy         | 7 tháng 12 năm 2019  | 0.213%                  | [ 24 ] |
| 10  | 21:25 thứ Bảy         | 14 tháng 12 năm 2019 | 0.179%                  | [ 25 ] |
| 11  | 21:25 thứ Bảy         | 21 tháng 12 năm 2019 | 0.307%                  | [ 26 ] |
| 12  | 21:25 thứ Bảy         | 28 tháng 12 năm 2019 | 0.201%                  | [ 27 ] |

^1  Dựa trên tỷ lệ rating trung bình mỗi tập.

### Giải thưởng và đề cử
| Giải thưởng    | Năm  | Hạng mục                        | Người/Tác phẩm được đề cử                                               | Kết quả   | Ref.          |
| -------------- | ---- | ------------------------------- | ----------------------------------------------------------------------- | --------- | ------------- |
| LINE TV Awards | 2019 | Best Couple                     | Tawan Vihokratana và Thitipoom Techaapaikhun                            | Đề cử     | [ 28 ] [ 29 ] |
| Maya Awards    | 2020 | Favourite TV Series of the Year | Dark Blue Kiss                                                          | Đề cử     | [ 30 ]        |
| Maya Awards    | 2020 | Best Official Soundtrack        | ไม่มีนิยาม (Mai Mee Ni Yam) - Tawan Vihokratana và Thitipoom Techaapaikhun | Đoạt giải |               |

## Phát sóng tại nước ngoài
- Nhật Bản – Bộ phim được phát sóng vào lúc 23:00 (JST), thứ Hai trên SKY PerfecTV!, bắt đầu từ ngày 12 tháng 10 năm 2020. Trên J:COM, chỉ có tập đầu tiên là phát miễn phí.[31]
- Philippines – Bộ phim là một trong năm bộ phim truyền hình của GMMTV đã được mua bản quyền bởi ABS-CBN Corporation, theo thông báo của Dreamscape Entertainment vào ngày 10 tháng 9 năm 2020.[32][33] Tất cả các tập của bộ phim đã được phát sóng trực tuyến trên iWantTFC vào ngày 26 tháng 10 năm 2020.[34]